# Albrecht Friedrich May

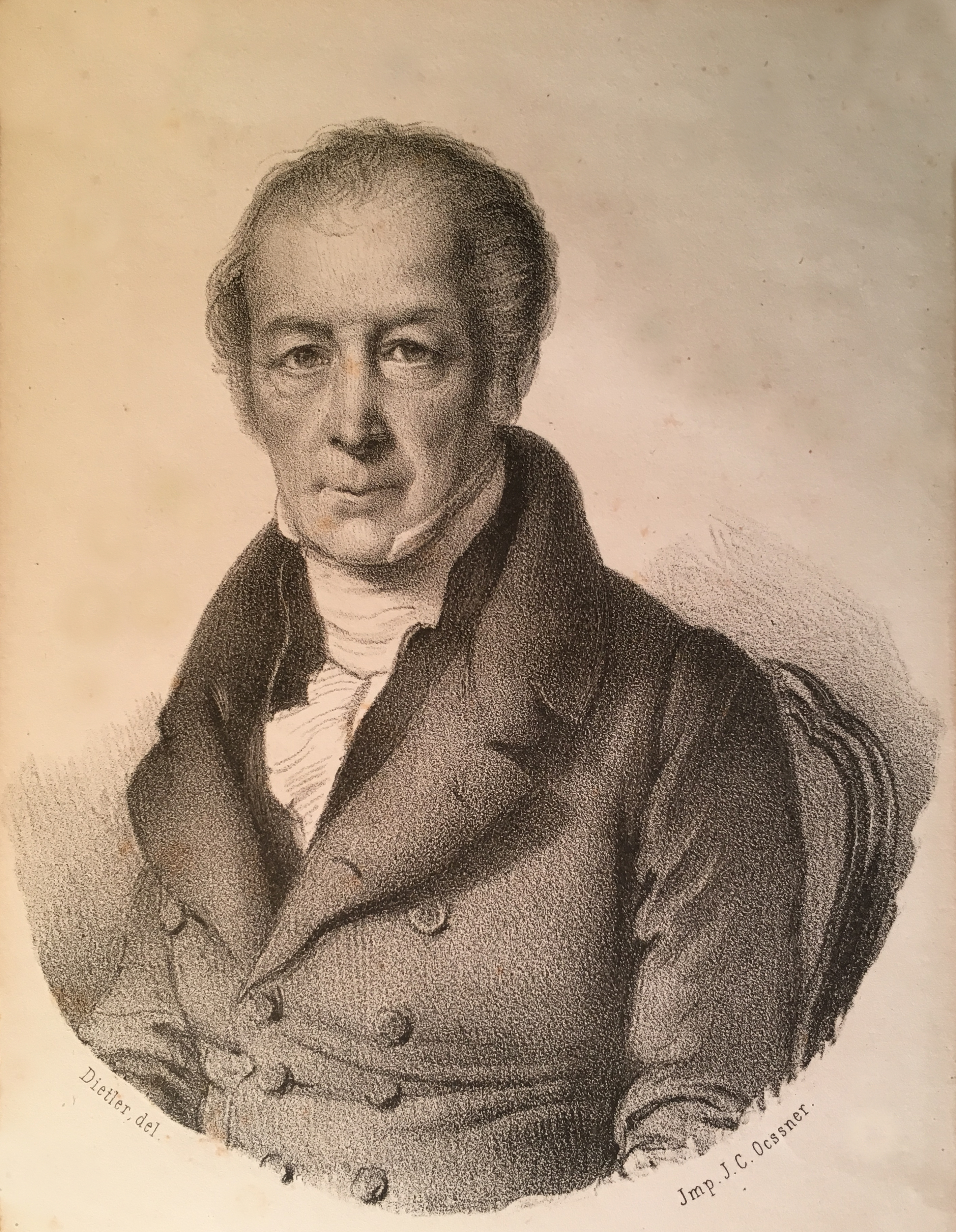
Albrecht Friedrich May, Lithographie nach Johann Friedrich Dietler (um 1850)

Albrecht Friedrich May (* 10. Oktober 1773 in Schadau (Strättligen, heute Gem. Thun); † 3. Mai 1853 in Bern) war ein Schweizer Politiker, Sekretär und Diplomat.

## Leben
May studierte Jura in Deutschland und wurde 1798 Sekretär des Helvetischen Direktoriums. 1799 und 1802 reiste er für diplomatische Missionen nach Paris und schlug 1802 als Generalkommissär des Kantons Léman den Bourla-Papey-Aufstand nieder. 1802 wurde er Regierungsstatthalter im Kanton Zürich. 1803 reiste er nach Italien und liess sich zum Fürsprecher ausbilden. Von 1804 bis 1815 war er Oberlehenskommissär. Von 1814 bis 1846 war er Berner Grossrat.
May war ein Gegner der Restauration und der Angliederung des Bistums Basel an Bern. Von 1816 bis 1823 war er Oberamtmann in Courtelary. Von 1827 bis 1837 war er bernischer Staatsschreiber. „Mays liberale Grundhaltung und überparteiliche Politik des Juste-Milieu trugen entscheidend zum reibungslosen Übergang zur liberalen Ordnung Berns bei.“